# Chutes de Kaieteur
Les chutes de Kaieteur sont une chute d'eau d'environ 226 mètres sur la rivière Potaro dans le centre du Guyana. Elles sont situées dans le parc national de Kaieteur, une région du bouclier guyanais qui est également revendiquée par le Venezuela, qui est appelé Guyana Esequiba.

## Étymologie
Les chutes de Kaieteur sont nommées en l'honneur de Kaie, un grand chef de la tribu Patamona, qui, pour sauver son peuple attaqué par une tribu guerrière, s'est sacrifié au grand esprit Makonaima en pagayant dans les chutes.

## Caractéristiques
1.14 X 10^9 L d’eau tombent sur une hauteur d’environ 226 m. En fonction de la saison, la largeur des chutes d’eau varie entre 76 m et 122 m. Derrière cette chute d’eau se trouve une grotte.

## Classement
Ces chutes spectaculaires ne font pas partie des plus hautes du monde (Salto Ángel ou les chutes de Yosemite)  ni du Big 3 (les chutes d'Igazu, les chutes Victoria et les chutes du Niagara).

## Environnement
La zone abrite une faune et une flore exceptionnelles comme la grenouille dorée ainsi que des plantes carnivores.